# 特雷莎·卢克
特雷莎·卢克（英語：Theresa Luke，1967年2月20日—），加拿大女子赛艇运动员。她曾代表加拿大参加1996年和2000年夏季奥林匹克运动会赛艇比赛，获得一枚银牌和一枚铜牌。